# CALL HIGHSCHOOL STUDIUM
『CALL HIGHSCHOOL STUDIUM』（コール・ハイスクール・スタジアム）は、1992年11月から1996年9月まで山形放送（YBCラジオ）で放送されていたワイド番組である。山形菱油の一社提供。

## 概要
学校帰りの夜8時（ないしは勉強あとの夜9時）に気軽に聴ける番組作りを目指していた。タイトルにある「CALL」は、山形菱油が運営していたソニー製品取扱店の名称に由来する。「宿題」と称して行われていたクイズコーナーでは、アイスクリームを食べる時間を当てたりしていた。
当初は水曜夜の放送で、ナイターオフ期間中のみの放送を予定していたが、人気があったため、1993年のナイターシーズン以後は『YBCエキサイトナイター』のレギュラー放送がない月曜夜の放送となった。
番組は、山形菱油が本業のガソリンスタンド事業に集中したいとの意向を示したことにより終了した。それから8年後の2004年10月3日に同局で放送された特別番組『YBCおもしろ主義るっ！フェア』で、本番組の復活企画「復活！CALL HIGHSCHOOL STUDIUM」が行われた。

## 放送時間
いずれも日本標準時。
- 水曜 20:00 - 21:30 （1992年11月 - 1993年3月）
- 月曜 21:00 - 22:20 （1993年4月 - 1996年9月）

## パーソナリティ
- 門田和弘[1]（1992年11月 - 1996年9月）
- 江橋摩美[1]（1992年11月 - 1996年3月）
- 藤村径子（1996年4月 - 1996年9月）